# Eugène De Heem
Eugène De Heem (1 januari 1879 – 1 januari 1962) was een Belgisch architect. Hij studeerde in 1904 af als architect aan de Koninklijke Academie voor Schone Kunsten in Gent.

## Biografie
Hij deed zijn stage bij de eclectische architect Henri Maquet en was vanaf 1905 leerling-architect bij de Koninklijke Commissie voor Monumenten en Landschappen. De Heem ontwierp vooral residentiële projecten in cottagestijl. Hij was onder meer actief in Gent, Deinze, Lochristi en Lokeren. Daarnaast is hij de ontwerper van enkele industriële gebouwen.

## Projecten
- 1902-1908: Ingrijpende restauratie van de parochiekerk Sint-Jan de Doper in Lierde. In samenwerking met architect B. De Lestré de Fabrickers en bijgestuurd door Stephan Mortier.[2]
- 1905: Winkelpui in florale stijl Brabantdam 26 in Gent.[3]
- 1909: Ingangspoort Société Linière La Lieve in Gent.[4]
- 1910-1914: Villa Nieuw Malecote in Adegem.[5]
- 1919: Neotraditionele huizenrijen in de Geraniumstraat in Gent.[6]
- 1928: Aanpassingswerken aan het kasteel Hemelrijk in De Pinte.[7]
- 1930: Villa in cottagestijl Krijgslaan 165 in Gent.[8]